# Bernard Loiseau (homme politique)
Pour les articles homonymes, voir Loiseau et Bernard Loiseau (homonymie).
Bernard Loiseau, né le 24 janvier 1926 au Creusot et mort le 22 octobre 2006, est un homme politique français, membre du PS.

## Biographie
Bernard Loiseau est élève des écoles spéciales Schneider au Creusot, mais passe un CAP de tourneur en raison de l’obstruction exercée par la direction des usines à la poursuite de sa formation du fait de l’engagement syndical de son père, Henri[réf. souhaitée].
Il adhère à la Jeunesse ouvrière chrétienne en 1941, à la CFTC en 1944 et est élu délégué du personnel en 1946.
Participe au congrès de la déconfessionnalisation de la CFTC en 1964 et à la création de la CFDT autour d’Eugène Descamps. Bernard Loiseau s’engage au sein de la Fédération générale de la métallurgie de Bourgogne avec Jacques Chérèque et devient secrétaire général de l’Union régionale de la CFDT en 1964. En 1972, il reprend ses activités professionnelles mais on lui refuse le retour aux ateliers. Il rejoint le service des douanes de l’entreprise. En 1974, il adhère au Parti Socialiste.
En 1977, il est élu conseiller municipal du Creusot sur la liste d’Union de la Gauche conduite par Camille Dufour dont il devient 1er adjoint en 1983 et jusqu’en 1995, année où il se retire de la vie politique.
Suppléant du député socialiste André Billardon de 1978 à 1986 puis de 1988 à 1993, il entrera en octobre 1992 à l’Assemblée Nationale, succédant au titulaire devenu ministre de l’Industrie.
En lien avec Bertrand Schwartz, il s’investit dans le réseau des Missions locales Avenir Jeunes nouvellement créé au début des années 1980. Il participe au Conseil national des Missions locales pour l'insertion professionnelle et sociale des jeunes sur l’invitation de Michel Rocard en 1990. Il fonde et préside l’Union régionale Bourgogne des Missions Locales puis l’Association nationale des Missions Locales, devenue par la suite l’UNML, dont il est président jusqu’en 2003.

## Pour approfondir